# Individualisierbarkeit
Individualisierbarkeit bezeichnet im Kontext der Mensch-Computer-Interaktion die Möglichkeit für Benutzer, ein interaktives System an ihre individuellen Bedürfnisse, Fähigkeiten und Präferenzen anzupassen. Dieses Konzept ist ein wichtiger Aspekt der Gebrauchstauglichkeit (Usability) von Software und anderen interaktiven Systemen.

## Beschreibung
Ursprünglich war Individualisierbarkeit als eigenständiges Dialogprinzip in der Norm DIN EN ISO 9241-110 aufgeführt. In der aktuellen Fassung dieser Norm wird Individualisierung jedoch unter dem Prinzip der Steuerbarkeit behandelt und mit den Anpassungen für Bedienelemente (Menüs, Symbolleisten, Paletten) und die Darstellung von Informationen beschrieben.
Die maßgebliche Norm für Individualisierbarkeit ist nun die DIN EN ISO 9241-129 Leitlinien für die Individualisierung von Software. Über die allgemeinen Leitlinien der DIN EN ISO 9241-110 hinaus werden in ebendieser Norm weitere Einzelheiten zum ergonomischen Nutzen erläutert. Diese Norm behandelt sowohl benutzer- als auch systemgesteuerte Individualisierungen. Sie deckt Konzepte wie Konfiguration, nutzerorientierte Anpassung, Anpassungsfähigkeit, individuelle Anpassungen, Profilerstellung und Internationalisierung ab.

## Beispiele
Folgende Positivbeispiele sollen der Veranschaulichung dienen:
- In zahlreichen Browsern und Betriebssystemen kann der Benutzer das Menü so strukturieren, wie es ihn persönlich am meisten bei seinen Zielen unterstützt.
- Senioren können die Informationsdarstellung eines Systems so einstellen, dass nur die wichtigsten Informationen dargestellt werden und durch erhöhte Schriftgröße und Farbkontraste eine Unterstützung des Nutzers gewährleistet wird.
- Benutzer können bestimmte (für sie selten oder nicht benötigte) Informationen in einem System ausblenden.